# CPR-1000
CPR-1000은 중국이 독자개발한 2세대 경수로 모델이다. 프랑스 900 MW 경수로의 디자인을 수입했다. 중국일반원전그룹(CCPNG)에서 제작, 운영한다.

## 화룽1호
2011년부터 중국일반원전그룹은 ACPR1000 모델과 APR1000 모델을 합친 화룽1호(HPR-1000) 개발을 시작했다. 전기출력 1150 MWe이며, 수명은 60년인 3세대 원전이다.
2015년 12월, 중국 최대 원전 개발업체인 중국핵공업집단(CNNC)과 중광핵집단(CGN)이 화룽 1호 수출을 촉진하고자 화룽국제핵전기술유한공사를 합작 설립하기로 합의했다. 투자 비중은 50대 50이며, 자본금은 5억위안(약 892억원) 규모다. 2016년 3월 설립되었다.
2015년 11월 26일, 중국 국영 원자력회사인 중국핵공업집단(中国核工業集団, CNNC)는 아르헨티나원자력공사(NASA)와 중국제 원자로 ‘화룡(華竜) 1호’ 수출 계약을 체결했다. 1호기는 60억 달러(7조원)이며, 이 가운데 중국이 38%인 22억 8천만 달러(약 2조 6천 208억 원)의 자금을 출연 또는 저리융자 해주기로 했다. 2호기까지 모두 150억달러(약 17조 6000억원) 규모의 수출계약이며, 중국이 부담하는 비용은 85%다. 아르헨티나 4번째 원자력 발전소의 아투샤3(Atucha3) 원자로에는 캐나다 기술을 사용한다. 그러나 5번째 원자로인 아투샤4(Atucha4)에는 화룽1호의 기술을 사용할 것이다.

## 같이 보기
- 2세대 원자로
- 3세대 원자로
- 원자력